# Солодовников, Дмитрий Иванович
Дмитрий Иванович Солодовников (1735 — 11 апреля 1817) — костромской купец первой гильдии и городской голова в 1785—1787 годах. Вошел в историю Костромы, утвердив в 1787 решение городской думы о возведении Гостиного двора, а также названия большинства городских улиц.

## Биография
Сын купца второй гильдии Ивана Денисовича Солодовникова (1705—1774). Имел в собственности солодовенный завод, полотняную мануфактуру, два каменных дома на улице Пятницкой, шесть лавок в Хлебных рядах и две лавки в Овощных. Перед тем, как занять должность городского головы, в 1767—1770 и 1779—1784 был бургомистром.
На средства Солодовниковых построена Козьмодемьянская церковь на Гноище (1775), которой Дмитрий Иванович дополнительно завещал каменную лавку.
Похоронен в Костроме на Спасо-Запрудненском кладбище.

## Семья
Был женат дважды. Первой супругой купца была Дарья Дмитриевна (1737—1781). От неё родились сыновья Дмитрий и Иван (1777 — 14 июля 1855). Вторая жена — Наталия (1748 — 2 декабря 1799). Она приходилась дочерью костромскому купцу второй гильдии Семёну Ивановичу Ашастину (1701—1780).